# Osaka
Osaka (['o:saka] Audioⓘ; jap. 大阪市, Ōsaka-shi) – früher auch häufiger Ohsaka, Oosaka oder Ôsaka – ist eine Millionenstadt in Japan. Sie ist die Hauptstadt der Präfektur Osaka im Herzen der westjapanischen Region Kinki bzw. Kansai. Die Stadt ist das wirtschaftliche Zentrum der Region.
Mit 2,7 Millionen Einwohnern ist Osaka nach Tokio und Yokohama die drittgrößte Stadt Japans und die zweitgrößte Großstadt durch Verordnung. Mit den ca. 17,5 Mio. Einwohnern im Ballungsgebiet Keihanshin (um Osaka, Kyōto und Kōbe) belegt Osaka auf der Liste der größten Metropolregionen der Welt Rang 14 und bildet innerhalb Japans den Gegenpol zum Kantō-Gebiet um Tokio. Die Stadt ist das traditionelle Handelszentrum Japans und heute eines der wichtigsten Industriezentren und einer der bedeutendsten Häfen Japans. Das alte Stadtzentrum von Osaka um Shinsaibashi liegt im Süden, das nördliche Zentrum hat mehr Geschäftscharakter.
Die Einwohner Osakas sprechen einen japanischen Dialekt, der Ōsaka-ben genannt wird. Osaka ist zudem als „Küche Japans“ und für seine komödiantische Unterhaltungskunst (Manzai) bekannt.

## Geografie

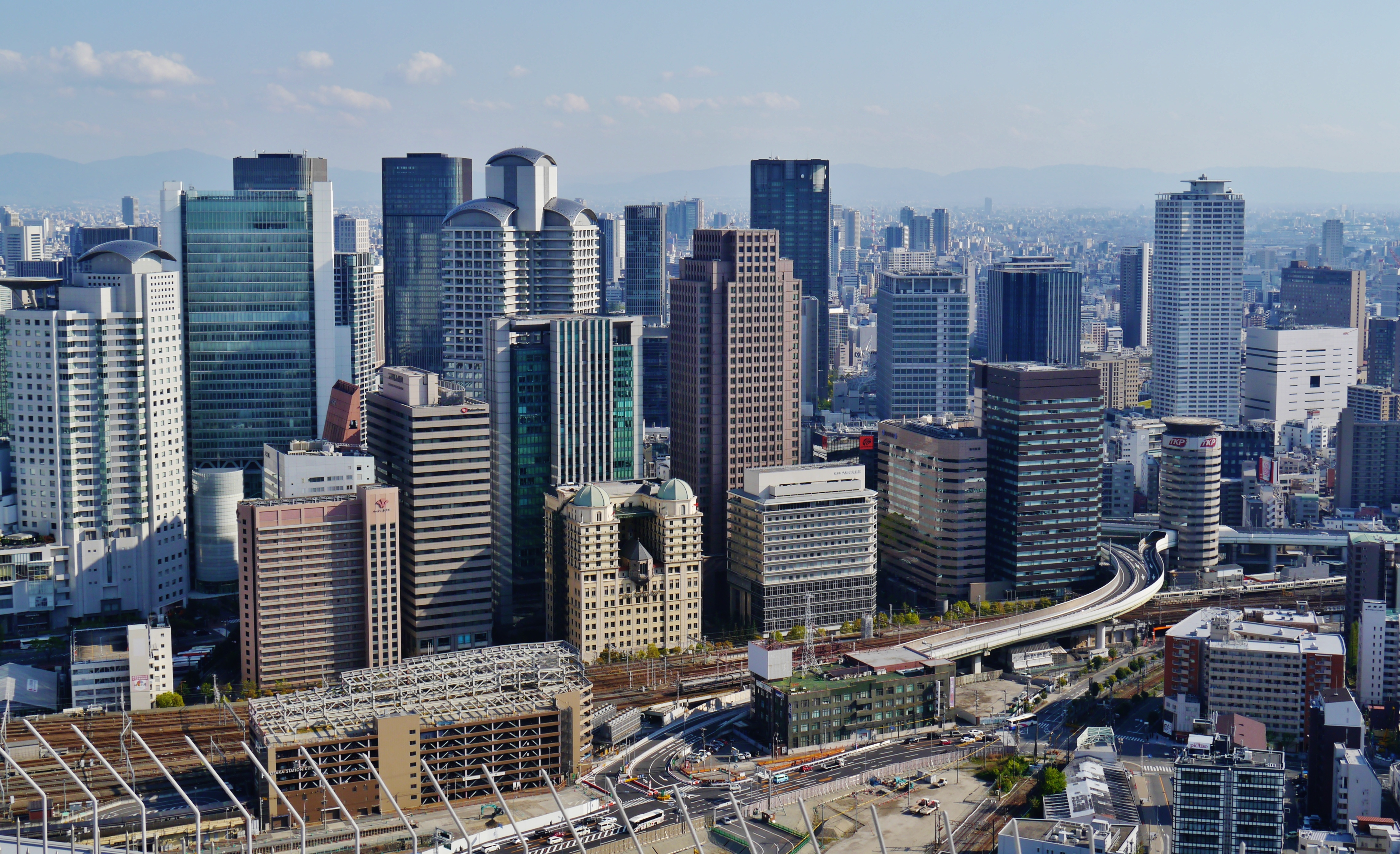
Stadtbild von Osaka

Osaka liegt im Westen der japanischen Hauptinsel Honshū an der Mündung des Flusses Yodo, an der Bucht von Osaka.
Das Stadtgebiet Osakas entspricht knapp 12 % der Fläche der Präfektur.

### Stadtgliederung

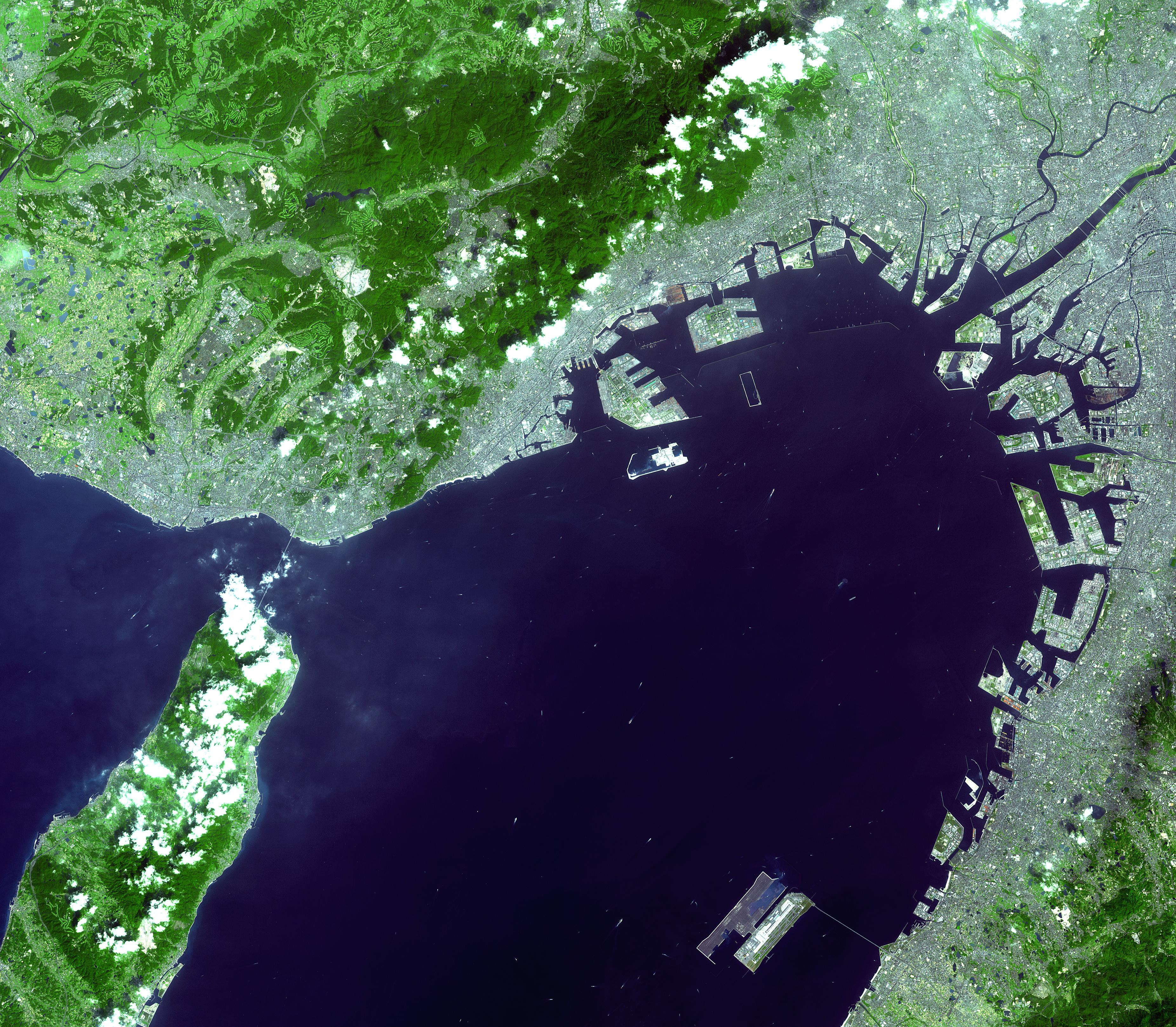
Satellitenfoto der Bucht von Osaka

| Code mit Prüfziffer | Name                 | Name     | Fläche (in km2) | Bevölkerung  | Bevölkerungs- dichte (Ew./km2) |          |
| Code mit Prüfziffer | Rōmaji               | Kanji    | 1. Januar 2023  | 1. März 2021 | 01.10.20153                    |          |
| ------------------- | -------------------- | -------- | --------------- | ------------ | ------------------------------ | -------- |
| 27102-1             | Miyakojima-ku        | 都島区   | 6,08            | 107.615      | 104.727                        | 17.224,8 |
| 27103-9             | Fukushima-ku         | 福島区   | 4,67            | 79.695       | 72.484                         | 15.521,2 |
| 27104-7             | Konohana-ku          | 此花区   | 19,30           | 64.713       | 66.656                         | 3.462,7  |
| 27106-3             | Nishi-ku             | 西区     | 5,21            | 105.006      | 92.430                         | 17.740,9 |
| 27107-1             | Minato-ku            | 港区     | 7,86            | 80.206       | 82.035                         | 10.437,0 |
| 27108-0             | Taishō-ku            | 大正区   | 9,43            | 62.015       | 65.141                         | 6.907,9  |
| 27109-8             | Tennōji-ku           | 天王寺区 | 4,84            | 82.478       | 75.729                         | 15.646,5 |
| 27111-0             | Naniwa-ku            | 浪速区   | 4,39            | 76.141       | 69.766                         | 15.892,0 |
| 27113-6             | Nishi-Yodogawa-ku    | 西淀川区 | 14,21           | 96.137       | 95.490                         | 6.715,2  |
| 27114-4             | Higashi-Yodogawa-ku  | 東淀川区 | 13,27           | 176.738      | 175.530                        | 13.227,6 |
| 27115-2             | Higashinari-ku       | 東成区   | 4,54            | 84.182       | 80.563                         | 17.745,2 |
| 27116-1             | Ikuno-ku             | 生野区   | 8,37            | 129.138      | 130.167                        | 15.551,6 |
| 27117-9             | Asahi-ku             | 旭区     | 6,32            | 90.678       | 91.608                         | 14.494,9 |
| 27118-7             | Jōtō-ku              | 城東区   | 8,38            | 167.907      | 164.697                        | 19.653,6 |
| 27119-5             | Abeno-ku             | 阿倍野区 | 5,98            | 111.011      | 107.626                        | 17.997,7 |
| 27120-9             | Sumiyoshi-ku         | 住吉区   | 9,40            | 152.932      | 154.239                        | 16.408,4 |
| 27121-7             | Higashi-Sumiyoshi-ku | 東住吉区 | 9,75            | 127.196      | 126.299                        | 12.953,7 |
| 27122-5             | Nishinari-ku         | 西成区   | 7,37            | 108.190      | 111.883                        | 15.180,9 |
| 27123-3             | Yodogawa-ku          | 淀川区   | 12,64           | 183.583      | 176.201                        | 13.940,0 |
| 27124-1             | Tsurumi-ku           | 鶴見区   | 8,17            | 111.790      | 111.557                        | 13.654,5 |
| 27125-0             | Suminoe-ku           | 住之江区 | 20,68           | 119.161      | 122.988                        | 5.944,3  |
| 27126-8             | Hirano-ku            | 平野区   | 15,28           | 190.977      | 196.633                        | 12.868,7 |
| 27127-6             | Kita-ku              | 北区     | 10,34           | 139.518      | 123.667                        | 11.960,1 |
| 27128-4             | Chūō-ku              | 中央区   | 8,87            | 104.855      | 93.069                         | 10.492,6 |
| 27100-4             | Ōsaka-shi            | 大阪市   | 225,33          | 2.751.862    | 2.691.185                      | 11.944,9 |

- Am 13. Februar 1989 wurden die Ku Kita (27101-2) und Ōyodo (27112-8, 大淀区) zum neuen Kita-ku vereint.
- Am gleichen Tag fusionierten auch die Bezirke Ost (27105-5, 東区 Higashi-ku) und Süd (27110-1, 南区 Minami-ku) zum neuen Bezirk Mitte (Chūō-ku).

### Bevölkerungsentwicklung der Stadt
| Jahr | Bevölkerung | Bevölkerung | Bevölkerung | Geschlechter- verhältnis Männer pro 100 Frauen | Fläche (in km2) | Bevölkerungs- dichte (Ew./km2) |
| Jahr | insgesamt   | männlich    | weiblich    | Geschlechter- verhältnis Männer pro 100 Frauen | Fläche (in km2) | Bevölkerungs- dichte (Ew./km2) |
| ---- | ----------- | ----------- | ----------- | ---------------------------------------------- | --------------- | ------------------------------ |
| 1920 | 1.252.983   | 673.648     | 579.335     | 116,3                                          | 58,45           | 21436,8                        |
| 1925 | 2.114.804   | 1.126.256   | 988.548     | 113,6                                          | 181,68          | 11640,3                        |
| 1930 | 2.453.573   | 1.303.862   | 1.149.711   | 113,4                                          | 185,13          | 13253,2                        |
| 1935 | 2.989.874   | 1.594.176   | 1.395.698   | 114,2                                          | 187,33          | 15960,5                        |
| 1940 | 3.252.340   | 1.691.176   | 1.561.164   | 108,3                                          | 187,44          | 17351,4                        |
| 1945 | 1.102.959   | 553.697     | 549.262     | 100,8                                          | 187,44          | 5884,3                         |
| 1947 | 1.559.310   | 781.177     | 778.133     | 100,4                                          | 187,44          | 8319,0                         |
| 1950 | 1.956.136   | 975.547     | 980.589     | 99,5                                           | 185,17          | 10564,0                        |
| 1955 | 2.547.316   | 1.281.416   | 1.265.900   | 101,2                                          | 202,31          | 12591,2                        |
| 1960 | 3.011.563   | 1.542.833   | 1.468.730   | 105.0                                          | 202,18          | 14895,5                        |
| 1965 | 3.156.222   | 1.598.376   | 1.557.846   | 102,6                                          | 203,04          | 15544,8                        |
| 1970 | 2.980.487   | 1.490.779   | 1.489.708   | 100,1                                          | 205,60          | 14496,5                        |
| 1975 | 2.778.987   | 1.378.287   | 1.400.700   | 98,4                                           | 208,11          | 13353,5                        |
| 1980 | 2.648.180   | 1.304.599   | 1.343.581   | 97,1                                           | 210,95          | 12553,6                        |
| 1985 | 2.636.249   | 1.295.771   | 1.340.478   | 96,7                                           | 213,08          | 12372,1                        |
| 1990 | 2.623.801   | 1.292.747   | 1.331.054   | 97,1                                           | 220,37          | 11906,3                        |
| 1995 | 2.602.421   | 1.278.212   | 1.324.209   | 96,5                                           | 220,66          | 11793,8                        |
| 2000 | 2.598.774   | 1.273.121   | 1.325.653   | 96,0                                           | 221,30          | 11743,2                        |
| 2005 | 2.628.811   | 1.280.325   | 1.348.486   | 94,9                                           | 222,11          | 11835,6                        |
| 2010 | 2.665.314   | 1.293.798   | 1.371.516   | 94,3                                           | 222,47          | 11980,6                        |
| 2015 | 2.691.185   | 1.302.562   | 1.388.623   | 93,8                                           | 225,21          | 11949,7                        |

## Geschichte
Die Stadt Osaka hieß ursprünglich Naniwa. Die Stadt war als Naniwa no miyako bzw. Naniwa-kyō (難波京, dt. „Kaiserliche Residenzstadt Naniwa“) von 645 bis 655 unter dem Kōtoku-tennō und zuletzt 744 unter Shōmu-tennō die Hauptstadt Japans. Allerdings hatten in Naniwa vermutlich auch schon frühere Tennō ihren Sitz, so erwähnt das Nihonshoki, dass der Ōjin-tennō (reg. 270–310) den Ōsumi-Palast (大隅宮, Ōsumi no miya) in Naniwa bezog.
Es bestanden schon seit frühester Zeit wichtige Land- und Seeverbindungen zwischen Yamato (heute Präfektur Nara), Korea und China. Die ehemalige Provinz Settsu bildet heute den nördlichen Teil der Präfektur Osaka mit einem Teil der heutigen Präfektur Hyōgo.
Die buddhistische Jōdo-Shinshū-Religionsgemeinschaft gründete 1496 in Ishiyama (heute Teil von Osaka) ihr Hauptquartier im stark befestigten Tempel Ishiyama Hongan-ji. Oda Nobunaga begann 1576 die Belagerung des Tempels, die vier Jahre andauerte. Die Mönche ergaben sich 1580, der Tempel wurde vollkommen zerstört und Toyotomi Hideyoshi baute auf dem Platz seine eigene Burg, die Burg Ōsaka.
Osaka wurde vom Mittelalter bis in die vormoderne Zeit Ōzaka (大坂) genannt. Zu Beginn der Meiji-Zeit wurde die Stadt von der Regierung in ihren heutigen Namen Osaka umbenannt. Heutzutage ist Osaka nach Tokio und Yokohama die drittgrößte japanische Stadt und güterwirtschaftlich am bedeutendsten, da sich die wichtigsten Märkte für den Warenaustausch dort befinden.
Seit der Meiji-Restauration besteht die Stadtpräfektur (-fu) Osaka, die als Nachfolger der Shōgunatsverwaltung für die Stadt (Ōsaka-machi-bugyō) anfangs nur aus der Stadt Osaka bestand, aber bald um Gebiete in der Provinz Settsu, später auch in den Provinzen Izumi, Kawachi und Yamato erweitert wurde. Die Vorläufer der modernen Stadt Osaka, die vier Stadtkreise/Bezirke (-ku) Higashi (Ost), Nishi (West), Kita (Nord) und Minami (Süd) wurden 1878/79 aus den Landkreisen (-gun) Higashinari und Nishinari herausgelöst. Bei der Modernisierung der Gemeindeordnungen 1888/89 entstand daraus die moderne Ōsaka-shi, die aber nach der gleichzeitig erlassenen Ausnahme von der Stadtordnung (shisei tokurei) wie Tokio und Kyōto noch bis 1898 ohne eigenständige Stadtverwaltung blieb und als Immediatstadt direkt vom Gouverneur der Präfektur regiert wurde. Bis 1955 wurden in mehreren Schritten, darunter eine umfangreiche Erweiterung 1925, die Landkreise Higashinari und Nishinari vollständig und Teile weiterer Landkreise in die Stadt Osaka eingemeindet. In den 1920er Jahren übertraf die Einwohnerzahl dadurch die der Stadt Tokio, und Osaka war zeitweise die größte Stadt Japans bis wiederum 1932 Tokio durch umfangreiche Eingemeindungen („Groß-Tokio“) seine Einwohnerzahl mehr als verdoppelte. Seit 1922 gehörte die Stadt Osaka zu den sechs Großstädten mit etwas mehr Selbstverwaltung bzw. reduzierten Eingriffsmöglichkeiten des Reichsinnenministeriums/des Gouverneurs der Präfektur. In der Besatzungszeit wurde die Selbstverwaltung wie in allen Gemeinden und Präfekturen reformiert, bis 1954 bestand auch eine kommunale Polizei (Ōsaka-shi Keishi-chō). Als „Sonderstadt“ (tokubetsu-shi) sollte Ōsaka-shi präfekturunabhängige Großstadt werden, was aber nie umgesetzt wurde; stattdessen wurde sie 1956 eine der fünf ersten Großstädte durch Verordnung (seirei shitei toshi) mit ausgeweiteter Selbstverwaltung. Seit einer Neuordnung 1989 bestehen die heutigen 24 Stadtbezirke.
Im Rahmen des Zweiten Weltkriegs wurde die Stadt zwischen März 1945 und August 1945 mehrfach durch die United States Army Air Forces (USAAF) mit Napalmbomben bombardiert. Die Angriffe zerstörten rund 35 % des Stadtgebietes und forderten 12.620 Tote und 23.037 Verletzte. Durch die Angriffe wurden 40 km2 der Stadt niedergebrannt und 1.134.552 Personen wurden obdachlos (siehe Luftangriffe auf Osaka).
Im Jahr 2019 fand der G20-Gipfel in Osaka statt. Die Themen dabei betrafen unter anderem die Wirtschaft innerhalb der Staatengruppe.
Vom 13. April bis 13. Oktober 2025 findet auf der der Stadt vorgelagerten künstlichen Insel Yumeshima die Weltausstellung Expo 2025 statt.

## Politik und Verwaltung
- KPJ: 2
- Jiyūminshutō・Shimin to tsunagaru・kurashi ga daiichi (~„Liberaldemokratische Partei, Mit den Bürgern verbinden, das Leben kommt zuerst“): 4
- Jiyūminshutō・Shimin Club („Liberaldemokratische Partei, Bürgerklub“): 11
- Kōmeitō: 18
- Ōsaka Ishin no Kai: 46

Nach dem Scheitern des to-Plans zur Abschaffung der Stadt Osaka 2020 hatte Bürgermeister Ichirō Matsui von der Ōsaka Ishin no Kai seinen Rückzug zum Ende seiner laufenden Amtszeit angekündigt. Zum Nachfolger wurde bei den einheitlichen Regionalwahlen im April 2023 mit 64,4 % der Stimmen gegen vier Kandidaten der ehemalige Ishin-Präfekturparlamentsabgeordnete Hideyuki Yokoyama gewählt. Bei der gleichzeitigen Wahl zum 81-köpfigen Stadtparlament von Osaka gewann die Ishin no Kai mit 46 Sitzen eine absolute Mehrheit, die Kōmeitō unverändert 18, die LDP fiel auf 11 Sitze zurück. Gleichzeitig gewann die Ishin no Kai auch beide Präfekturwahlen in Osaka. Im fortan 79-köpfigen Präfekturparlament von Osaka ist die Stadt Osaka mit insgesamt 26 Abgeordneten aus 21 Wahlkreisen vertreten, darunter nun 16 Einmandatswahlkreise. Auch dabei fungieren die meisten Stadtbezirke als Wahlkreis, drei Wahlkreise umfassen jeweils zwei Stadtbezirke.
Bei Wahlen zum nationalen Unterhaus erstreckt sich die Stadt in die Wahlkreise 1 bis 6 der Präfektur, wobei der Wahlkreis Osaka 6 neben Teilen der Stadt Osaka auch die Städte Moriguchi und Kadoma umfasst. Bei der Unterhauswahl 2024 verloren die etablierten Nationalparteien wie in ganz Osaka alle Wahlkreise; die Ishin no Kai gewann alle, nachdem sie 2024 anders als zuvor auch gegen die Abgeordneten der einst verbündeten Kōmeitō Kandidaten nominiert hatte.

### Scheitern des Ōsaka-to-Plans
Die Ishin no Kai hatte nach ihrem Vierfacherfolg bei den Wahlen in Präfektur und Stadt Osaka 2019 einen neuen Versuch unternommen, die Stadt Osaka abzuschaffen und an ihrer Stelle „Sonderbezirke“ ähnlich denen der Präfektur Tokio einzurichten. Ein erstes Referendum dazu war 2015 knapp gescheitert. Der nach Bestätigung durch die Parlamente von Präfektur Osaka und Stadt Osaka von der Wahlaufsichtskommission der Stadt Osaka angesetzte Termin für das zweite Referendum war der 1. November 2020. Die „Bekanntmachung“ (kokuji; gesetzlicher Wahlkampfbeginn) erfolgte am 12. Oktober. Falls das Referendum erfolgreich gewesen wäre, wäre die Stadt Osaka und ihre 24 Stadtbezirke zum 1. Januar 2025 durch vier „Sonderbezirke“ (Kita/Nord, Chūō/Mitte, Tennōji und Yodogawa) der Präfektur Osaka ersetzt worden. Anders als bei der Frage im Referendum 2015 (damals 大阪市における特別区の設置… Ōsaka-shi ni okeru tokubetsu-ku no setchi…, etwa „…, auf dem Gebiet der Stadt Osaka Sonderbezirke einzurichten“) war die Abschaffung der Stadt diesmal explizit Teil der Frage (大阪市を廃止し特別区を設置する… Ōsaka-shi o haishi shi tokubetsu-ku o setchi suru…, „…, die Stadt Osaka abzuschaffen und Sonderbezirke einzurichten“); Bürgermeister Matsui hatte die Formulierung „die Stadtverwaltung/das Rathaus der Stadt Osaka abschaffen“ (大阪市役所を廃止 Ōsaka-shiyakusho o haishi) angestrebt, aber die Wahlaufsichtskommission folgte diesem Wunsch nicht. Ishin no Kai und anders als 2015 die Kōmeitō Ōsaka (Präfekturverband) machten Wahlkampf für den Plan; die Stadtratsfraktion der LDP und die Präfekturverbände von LDP, KDP, KPJ und SDP unterstützten ein Nein. Umfragen vor Wahlkampfbeginn deuteten auf eine Mehrheit für die Reform hin, Umfragen danach waren aber knapper oder sogar mit einer Mehrheit gegen den Plan:
| Umfrage                           | Zeitpunkt            | Ja       | Nein     |
| --------------------------------- | -------------------- | -------- | -------- |
| Yomiuri                           | April 2015           | 38 %     | 39 %     |
| (Ergebnis des ersten Referendums) | (Mai 2015)           | (49,6 %) | (50,4 %) |
| Yomiuri                           | April 2020           | 43 %     | 40 %     |
| Nikkei                            | Ende Juni 2020       | 49 %     | 35 %     |
| Yomiuri                           | September 2020       | 48 %     | 34 %     |
| Kyōdō                             | September 2020       | 49 %     | 39 %     |
| ABC                               | 10.–11. Oktober 2020 | 45 %     | 42 %     |
| Yomiuri                           | 23.–25. Oktober 2020 | 44 %     | 41 %     |
| Kyōdō                             | 23.–25. Oktober 2020 | 43,3 %   | 43,6 %   |

Bis einschließlich 31. Oktober gaben 418.925 Bürger (19 % der Wahlberechtigten) ihre Stimmen vorzeitig ab, mehr als beim letzten Referendum oder bei Kommunalwahlen in der Stadt Osaka je zuvor. Die Beteiligung insgesamt betrug 62,35 %. Die Gegner setzten sich erneut knapp durch (Endergebnis: 50,6 %), die Stadt Osaka besteht unverändert weiter.

## Verkehr
Mit dem Internationalen Flughafen Kansai verfügt Osaka seit 1994 über einen modernen internationalen Flughafen auf einer künstlichen Insel vor der Küste der Bucht etwa 60 km südlich der Stadt. Zu seinem Einzugsgebiet zählen auch die Städte Nara, Kōbe und Kyōto. Verbindungen zwischen Stadt und Flughafen bestehen mit Bus und Bahn (Rapīto, Haruka).
Für Inlandsflüge dient hauptsächlich der Internationale Flughafen Osaka in Itami (nördlich von Osaka) und Toyonaka. Aufgrund seiner Lage mitten im Wohngebiet nahe Osaka, Kōbe und Kyōto gilt zur Eingrenzung der Lärmbelastung ein Flugverbot von 21 bis 7 Uhr. Ursprünglich sollte Itami mit dem Bau des Kansai-Flughafens geschlossen werden.
Das städtische Verkehrsamt, gegründet 1903 mit Anlage der 1969 eingestellten Straßenbahn Osaka als ältester kommunaler Verkehrsbetrieb Japans, betreibt ein ausgedehntes Busnetz und ein U-Bahn-Netz mit acht Linien.
Neben dieser existiert ein Netzwerk von ehemaligen staatlichen (JR West) und privat geführten Bahnen, die das Stadtzentrum mit seinen Nachbarorten verbinden. Die Keihan- und Hankyū-Linien verbinden mit Kyōto, die Hanshin- und Hankyū-Linien mit Kōbe, die Kintetsu-Linien mit Nara und Nagoya und die Nankai-Hauptlinie mit Wakayama.
Außerdem verkehrt die private Hankai-Straßenbahn vom Süden der Stadt ins benachbarte Sakai.
Shinkansen-Hochgeschwindigkeitszüge der Tōkaidō- und San’yō-Shinkansen halten am Bahnhof Shin-Osaka im Stadtbezirk Yodogawa.

## Wirtschaft
Laut einer Studie aus dem Jahr 2014 erwirtschafte die Metropolregion Osaka-Kobe-Kyoto ein Bruttoinlandsprodukt von 671 Milliarden US-Dollar (KKB). In der Rangliste der leistungsstärksten Metropolregionen weltweit belegte sie damit den 7. Platz. Laut der Forbes-Liste der World’s Most Expensive Cities To Live von 2009 ist das Leben in Osaka das zweitteuerste der Welt nach Tokio.
In der Vergangenheit war Osaka das Zentrum des japanischen Handels, besonders im Mittelalter und in der vormodernen Zeit. Heutzutage haben die meisten Großunternehmen ihre Hauptbüros in Tokio, die sie am Ende der 1990er Jahre aus Osaka verlegt haben. Einige Konzerne haben allerdings den Standort in Osaka, zum Beispiel Keyence, Daiwa House Industry, Sekisui House. Die Wirtschaftsflaute im Anschluss an das Ende der „Seifenblasenwirtschaft“ (Bubble Economy) traf Osaka und Kansai mit Insolvenzen, Arbeitslosigkeit und Kapitalabzug besonders hart, der Immobilienmarkt stagnierte, in- und ausländische Investoren zogen sich zurück, bzw. verlagerten nach Kanto.
Die Börse Osaka Exchange hat ihren Sitz weiterhin in der Metropole, gehört aber nach einer Fusion zur Tokioter Börse.

### Weltausstellung
Im Jahr 1970 fand außerhalb von Osaka die erste Weltausstellung im asiatischen Raum, die Expo ’70, statt. Mit dieser Weltausstellung unter dem Motto „Fortschritt und Harmonie für die Menschheit“ rückte sich Japan nach den Olympischen Spielen von 1964 in Tokio als Industriemacht ins Bewusstsein der Weltöffentlichkeit. Am 14. März 1970 eröffnete Kaiser Hirohito vor 7.000 geladenen Gästen die Expo. Bis zum 13. September präsentierten sich in Osaka 77 Staaten. Wahrzeichen der Ausstellung wurde der 102 m hohe Turm des sowjetischen Pavillons.

### Tourismus
Der Fremdenverkehr spielt inzwischen eine wichtige Rolle für die Wirtschaft der Stadt. Mit 7 Millionen ausländischen Besuchern stand Osaka 2016 auf Platz 17 der meistbesuchten Städte weltweit. Touristen brachten im selben Jahr Einnahmen von 3,4 Milliarden US-Dollar. Die meisten ausländischen Besucher kamen aus der Volksrepublik China.

## Kultur und Sport

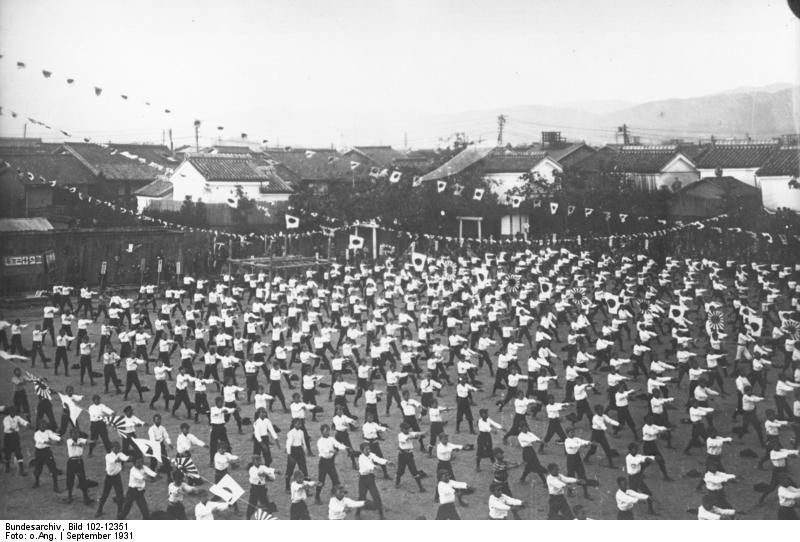
Sportfest in Osaka (1931)

Osaka besitzt einige bedeutende Spielstätten für das klassische japanische Theater, wie das Kabuki-Theater Shin Kabuki-za, das Kyōgen-Theater Ōsaka Nōgaku Kaikan sowie das Nationale Bunraku-Theater. Außerdem ist die Stadt für seine komödiantische Unterhaltungskunst (Manzai) bekannt. Größere Feste sind die Midosuji-Parade und das Tenjin-Matsuri.
Die Stadt Osaka beheimatet die Orix Buffaloes, eine Baseballmannschaft der Pacific League, die ihre Heimspiele im Osaka Dome austrägt, sowie eine Mannschaft der japanischen Profi-Fußballliga, nämlich Cerezo Osaka. Damit ist die Stadt das einzige größere Fußballzentrum außerhalb des Großraums Tokio. Cerezos Rivalen Gamba Osaka sind in der Stadt Suita in der Präfektur Osaka beheimatet.
Seit 1982 findet im Januar der Osaka Women’s Marathon statt, ein Rennen für die weibliche Laufelite. 2011 wurde der Osaka-Marathon ins Leben gerufen, der auch Breitensportlern beider Geschlechter offensteht.
In Osaka fanden die Leichtathletik-Weltmeisterschaften 2007 statt. 203 Verbände schickten knapp 2.000 Athleten in die Metropole.

## Bildung
In Osaka befinden sich ein Campus der Kansai-Universität, ein Campus der Kwansei-Gakuin-Universität, die Städtische Universität Osaka, die Sōai-Universität, der Hauptcampus der Technischen Hochschule Osaka und die Wirtschaftsuniversität Osaka. Die Campus der hoch angesehenen staatlichen Universität Osaka befinden sich hingegen in der umliegenden Präfektur Osaka.

## Sehenswürdigkeiten und Sonstiges
- Der Aussichtsturm Tsūtenkaku im Süden der Stadt
- Die Shintō-Schreine Sumiyoshi-Taisha und Ōsaka Tenman-gū
- Der Namba-Schrein
- Die Burg Ōsaka
- Das Kaiyūkan, ein in der Bucht von Osaka gelegenes Großaquarium
- Das historische Museum wurde 2001 eröffnet.
- Das von NBCUniversal betriebene Freizeitpark-Resort Universal Studios Japan
- Der Sukunahikona-jinja
- Der Tennōji Zoo

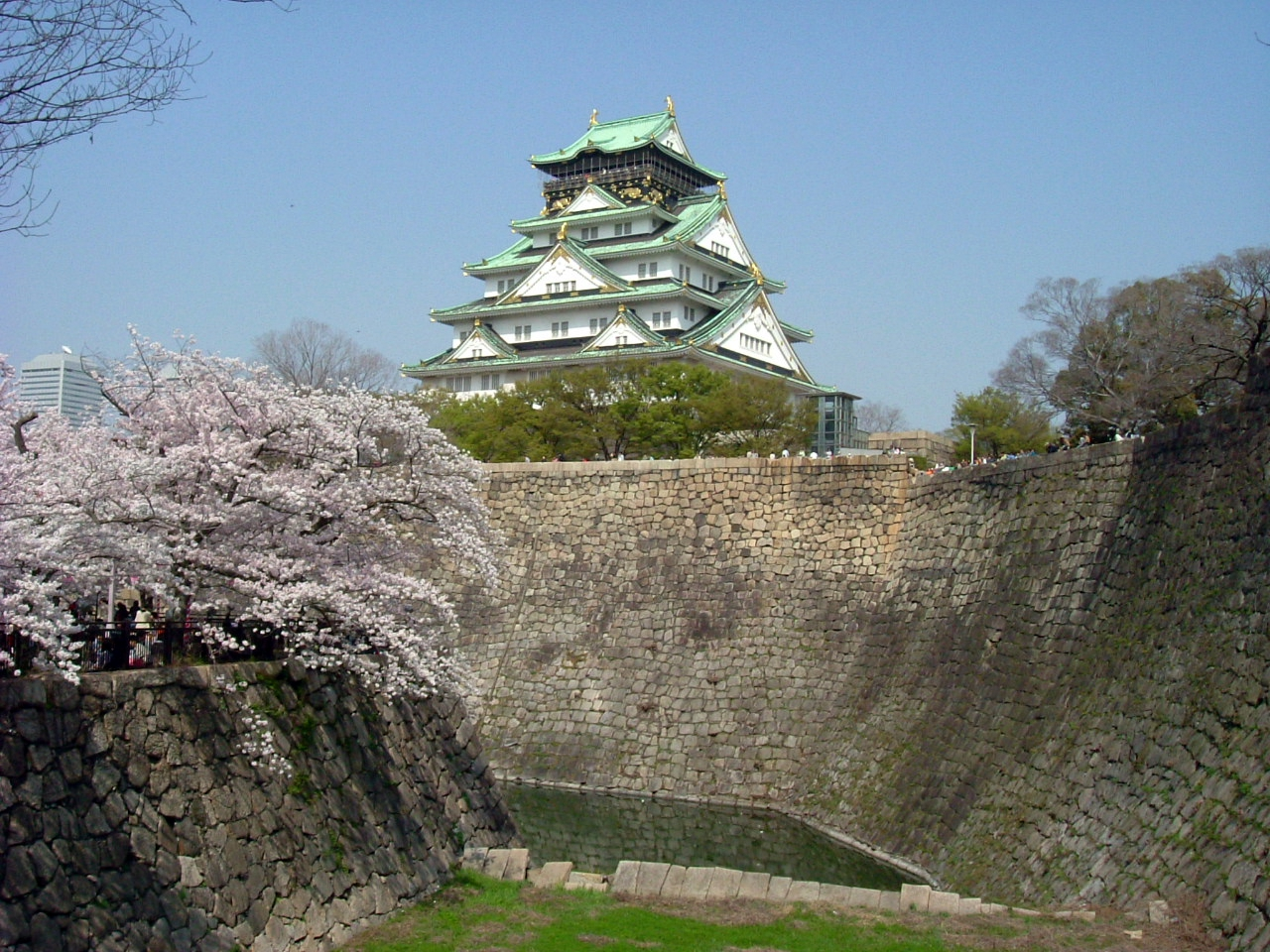
Burg Ōsaka
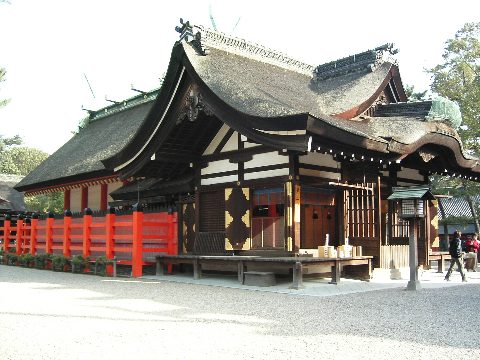
Sumiyoshi-Taisha
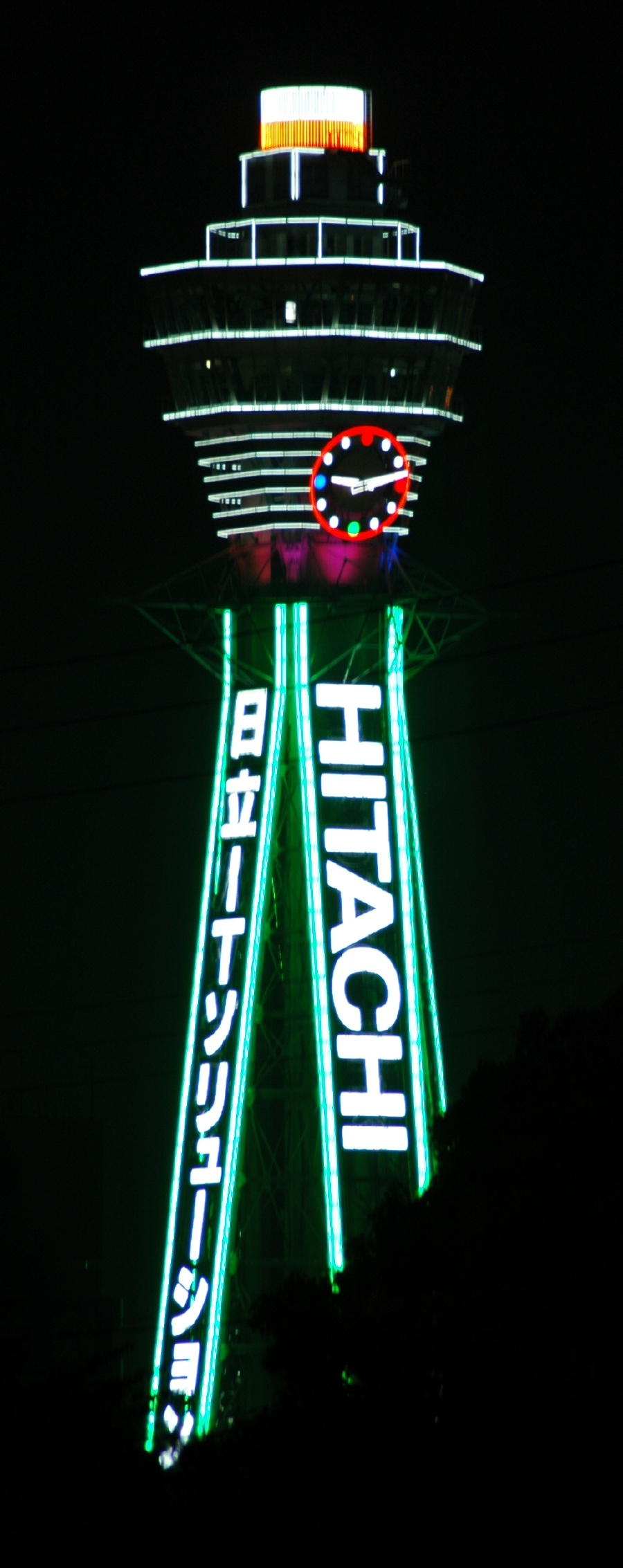
Tsūtenkaku bei Nacht
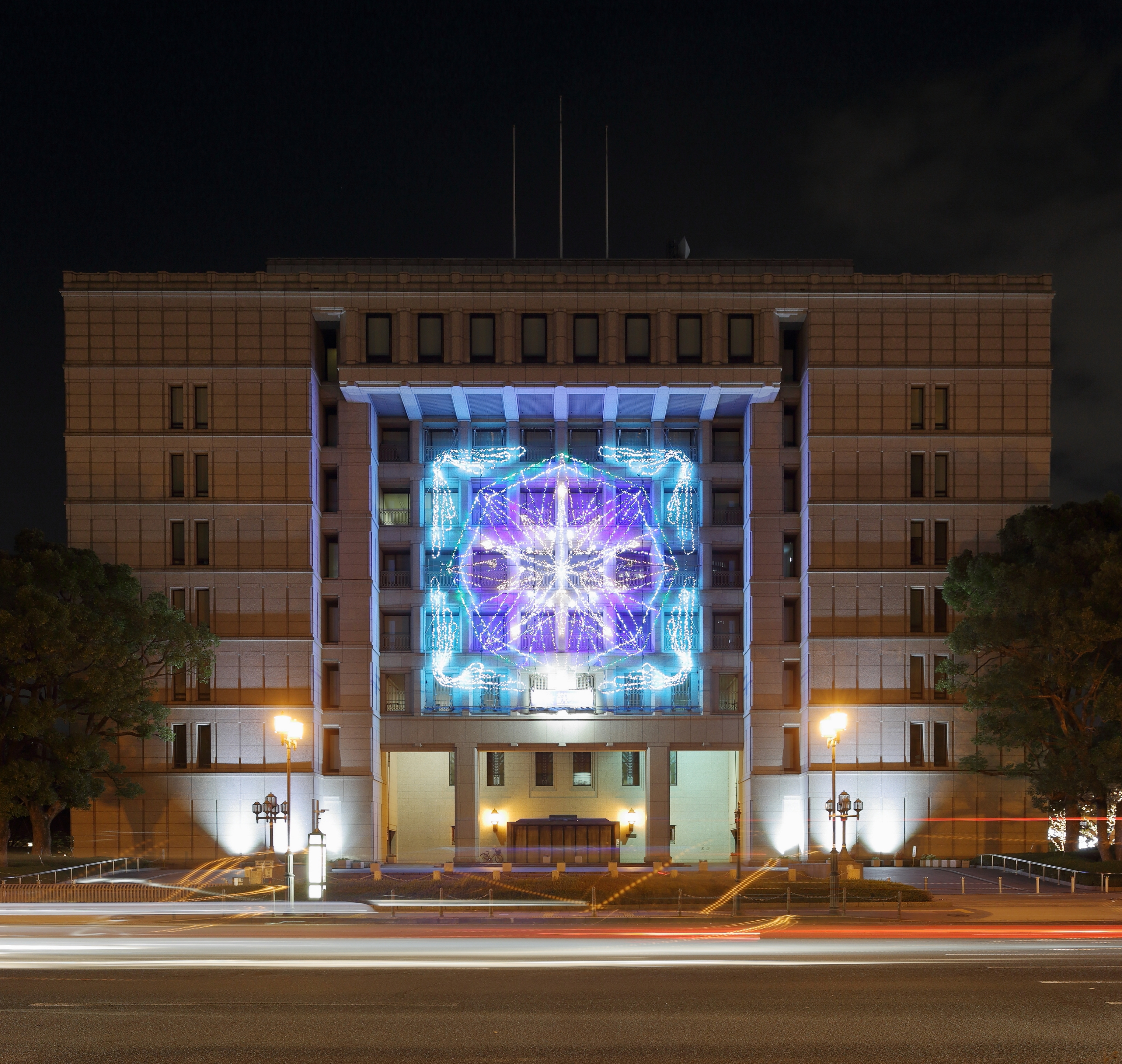
Das Rathaus bei Nacht
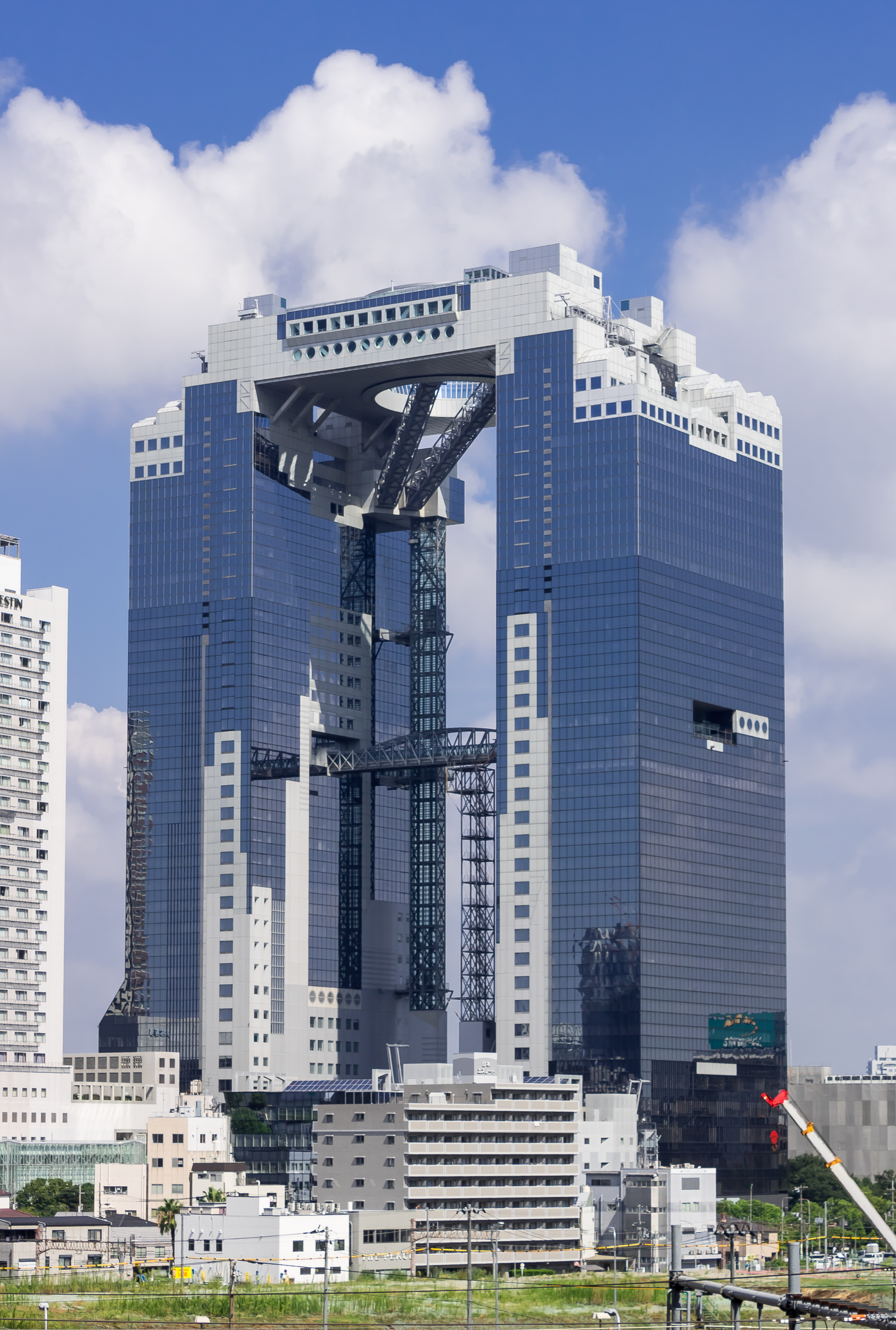
Sky Building in Umeda
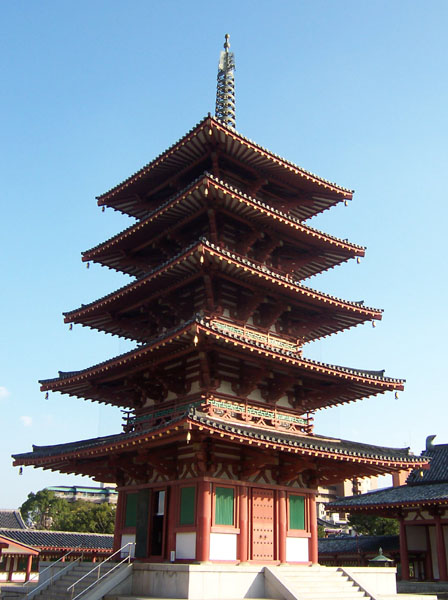
Pagode am Shitennō-ji
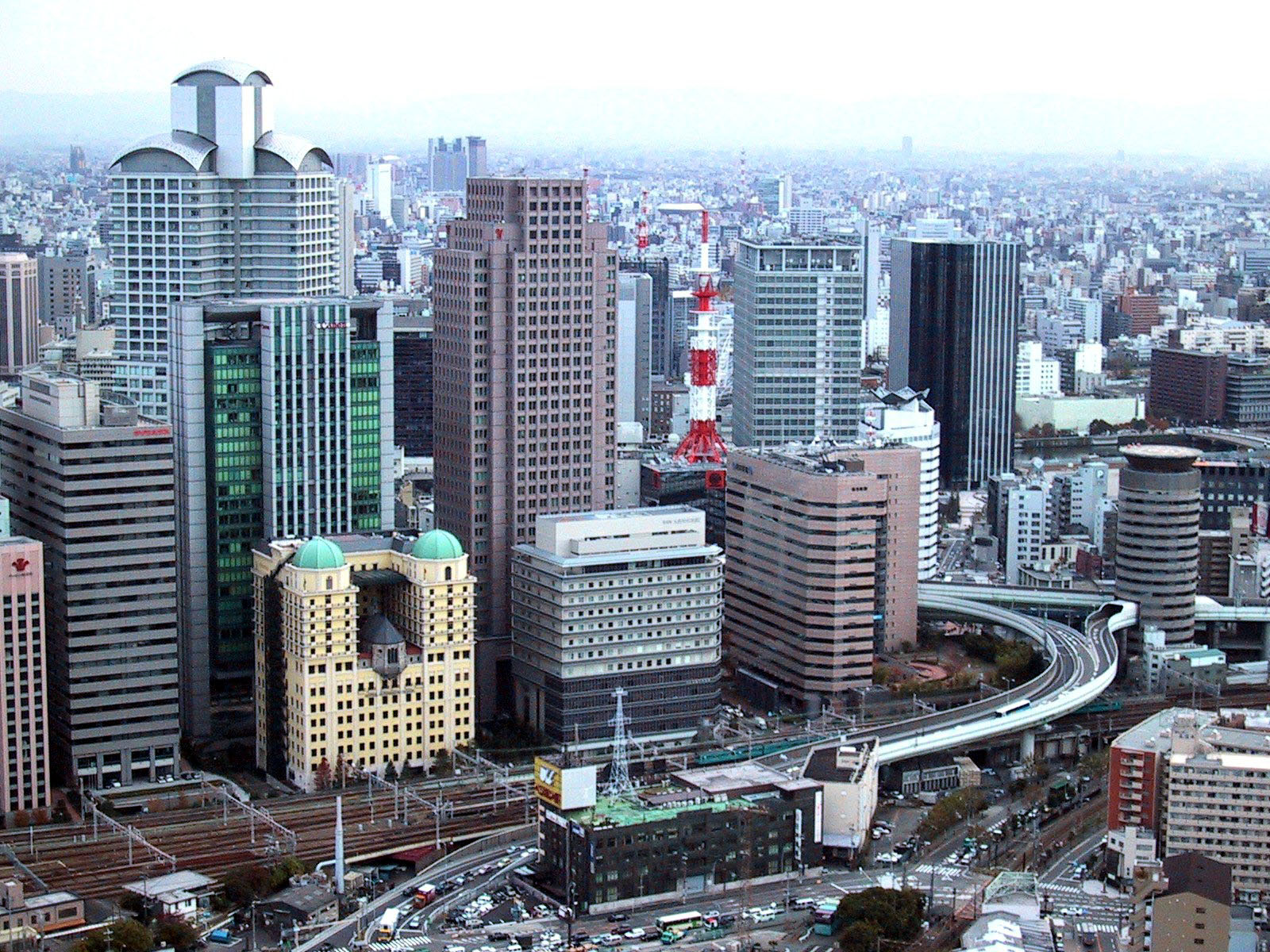
Umeda
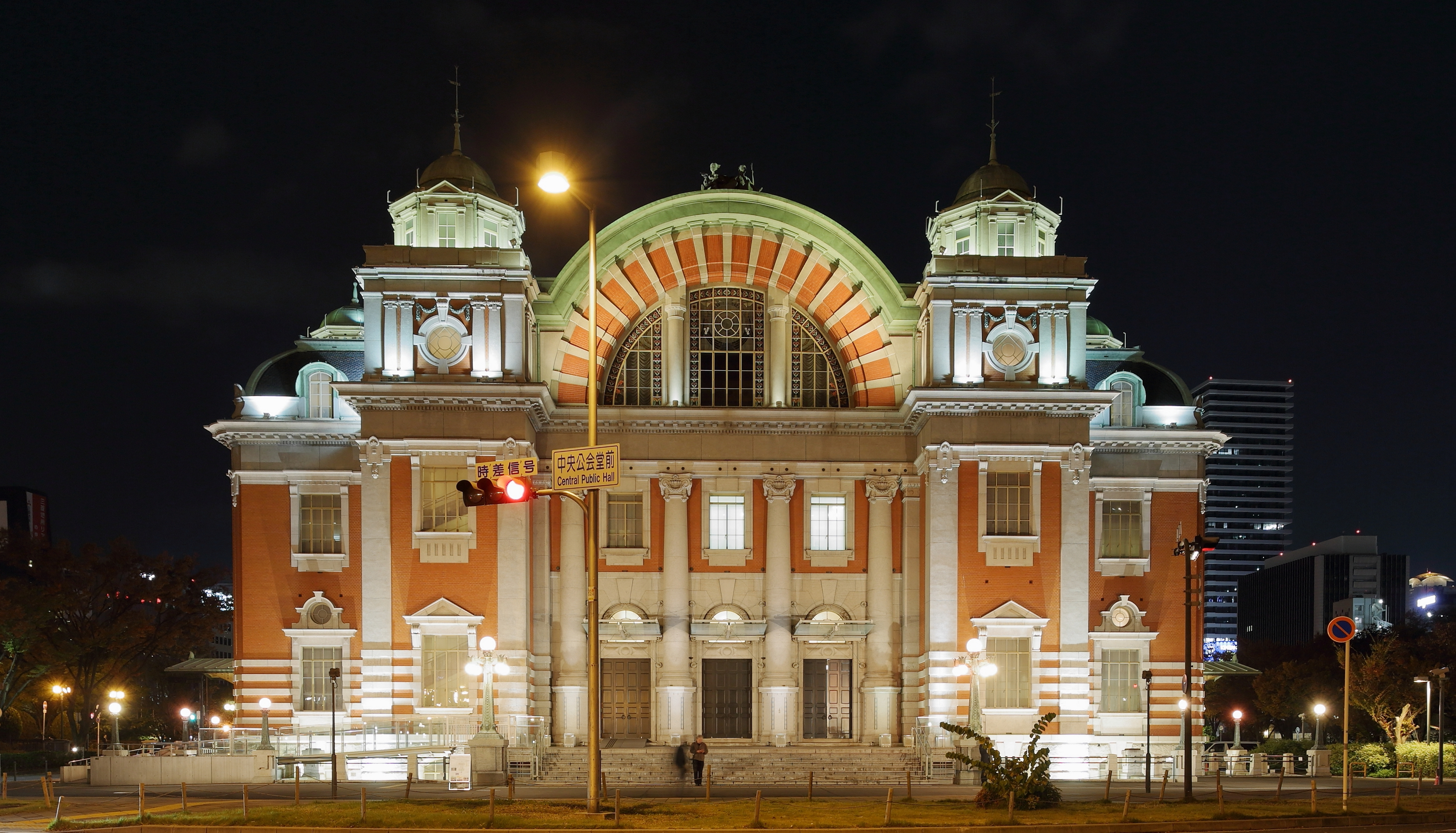
Stadthalle auf Nakanoshima
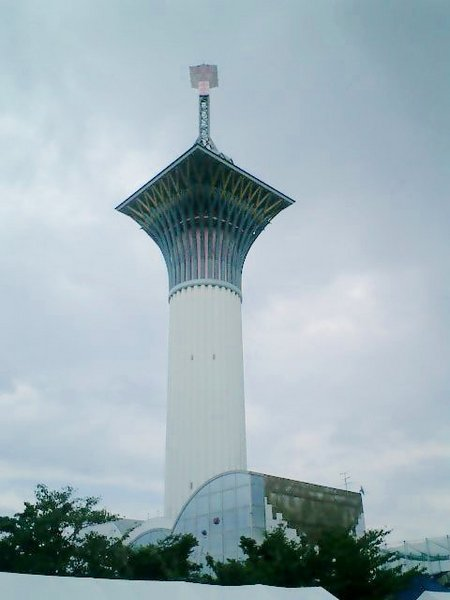
Tower of Life im Tsurumi-Ryokuchi-Park

## Städtepartnerschaften
Osaka hat sieben offizielle Partnerstädte:
- Hamburg, Deutschland
- São Paulo, Brasilien
- Chicago, Vereinigte Staaten
- Shanghai, Volksrepublik China
- Melbourne, Australien
- Sankt Petersburg, Russland
- Mailand, Italien

Eine 1957 eingegangene Städtepartnerschaft mit San Francisco wurde 2018 aus Protest gegen ein dort errichtetes Denkmal für die sogenannten Trostfrauen beendet.

## Klimatabelle
|                       | Jan | Feb | Mär  | Apr  | Mai  | Jun  | Jul  | Aug  | Sep  | Okt  | Nov  | Dez  |   |      |
| Mittl. Tagesmax. (°C) | 9,1 | 9,5 | 12,8 | 19,5 | 24,0 | 27,3 | 31,2 | 32,8 | 28,6 | 22,7 | 17,0 | 11,7 | ⌀ | 20,6 |
| Mittl. Tagesmin. (°C) | 2,1 | 2,4 | 4,6  | 10,2 | 14,9 | 19,5 | 23,7 | 24,8 | 20,8 | 14,5 | 9,0  | 4,2  | ⌀ | 12,6 |
|                       |     |     |      |      |      |      |      |      |      |      |      |      |   |      |
| Niederschlag (mm)     | 46  | 60  | 102  | 134  | 139  | 206  | 157  | 95   | 172  | 108  | 65   | 34   | Σ | 1318 |
|                       |     |     |      |      |      |      |      |      |      |      |      |      |   |      |
| Sonnenstunden (h/d)   | 4,5 | 4,5 | 5,2  | 5,9  | 6,4  | 5,1  | 5,9  | 6,7  | 5,1  | 5,1  | 4,8  | 4,6  | ⌀ | 5,3  |
|                       |     |     |      |      |      |      |      |      |      |      |      |      |   |      |
| Wassertemperatur (°C) | 14  | 14  | 15   | 16   | 19   | 22   | 25   | 26   | 24   | 23   | 19   | 16   | ⌀ | 19,4 |
|                       |     |     |      |      |      |      |      |      |      |      |      |      |   |      |
| Luftfeuchtigkeit (%)  | 62  | 62  | 61   | 62   | 64   | 69   | 71   | 68   | 69   | 67   | 66   | 63   | ⌀ | 65,3 |

| 2,1 |

| 2,4 |

| 4,6 |

| 10,2 |

| 14,9 |

| 19,5 |

| 23,7 |

| 24,8 |

| 20,8 |

| 14,5 |

| 9,0 |

| 4,2 |

| 2,1 |

| 2,4 |

| 4,6 |

| 10,2 |

| 14,9 |

| 19,5 |

| 23,7 |

| 24,8 |

| 20,8 |

| 14,5 |

| 9,0 |

| 4,2 |